# ロゼヴィア岬

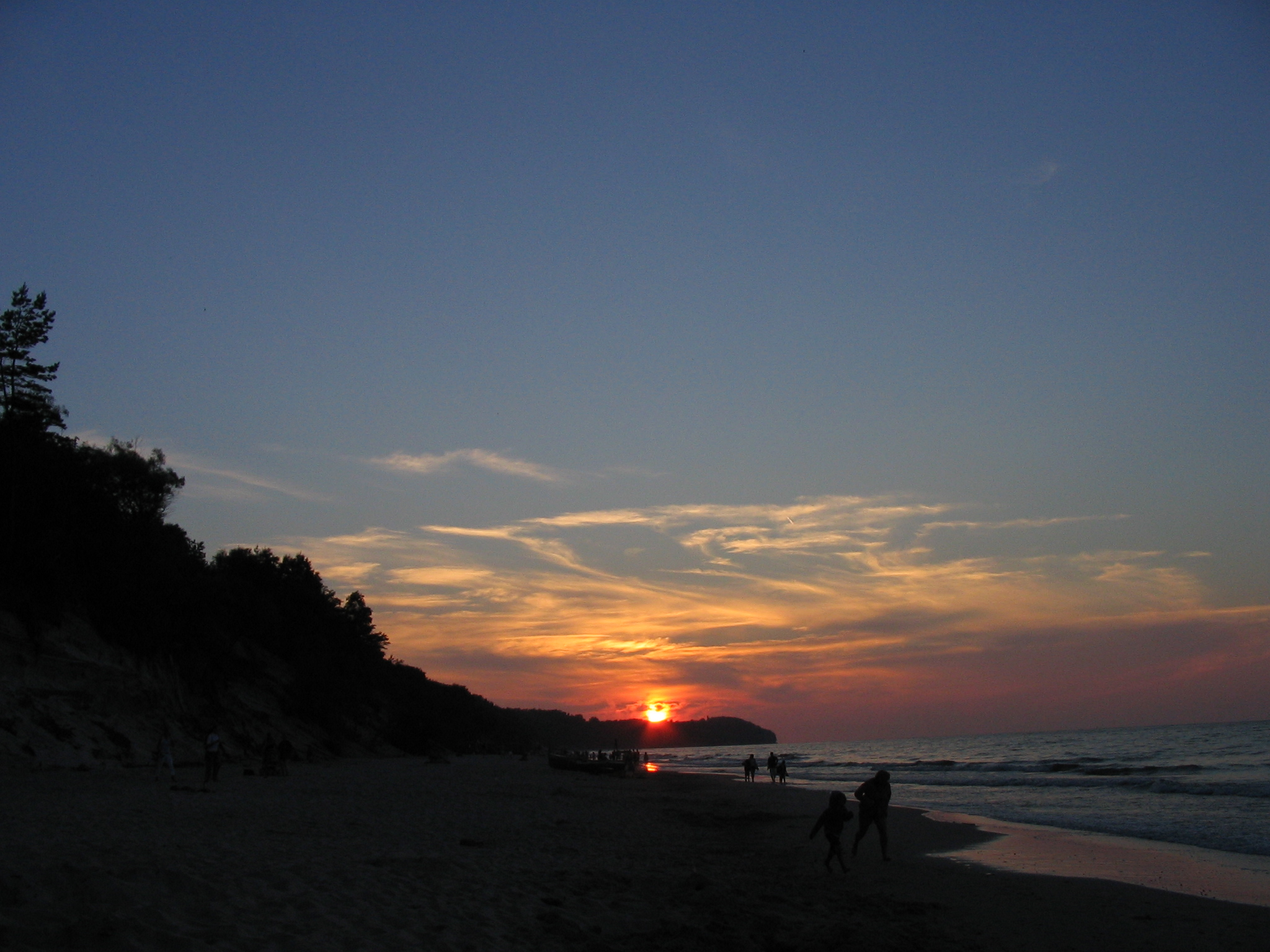
チュワポウォ（クラパウ）ビーチからの岬の眺望

ロゼヴィア岬（ポーランド語: Rozewie、ドイツ語: Rixhöft）は、ポーランドのポメラニアにあるバルト海沿岸の岬であり、ロゼヴィア村の近くに位置している。以前はポーランドの最北端とされていたが、2000年12月に行われた測定の結果、現在ではすぐ西にあるヤストルツェビア・ゴラ（Jastrzębia Góra）の付近の海岸が最北端とされている。ロゼヴィアには灯台と自然保護区がある。